# Kopia obrazu Matki Bożej Częstochowskiej

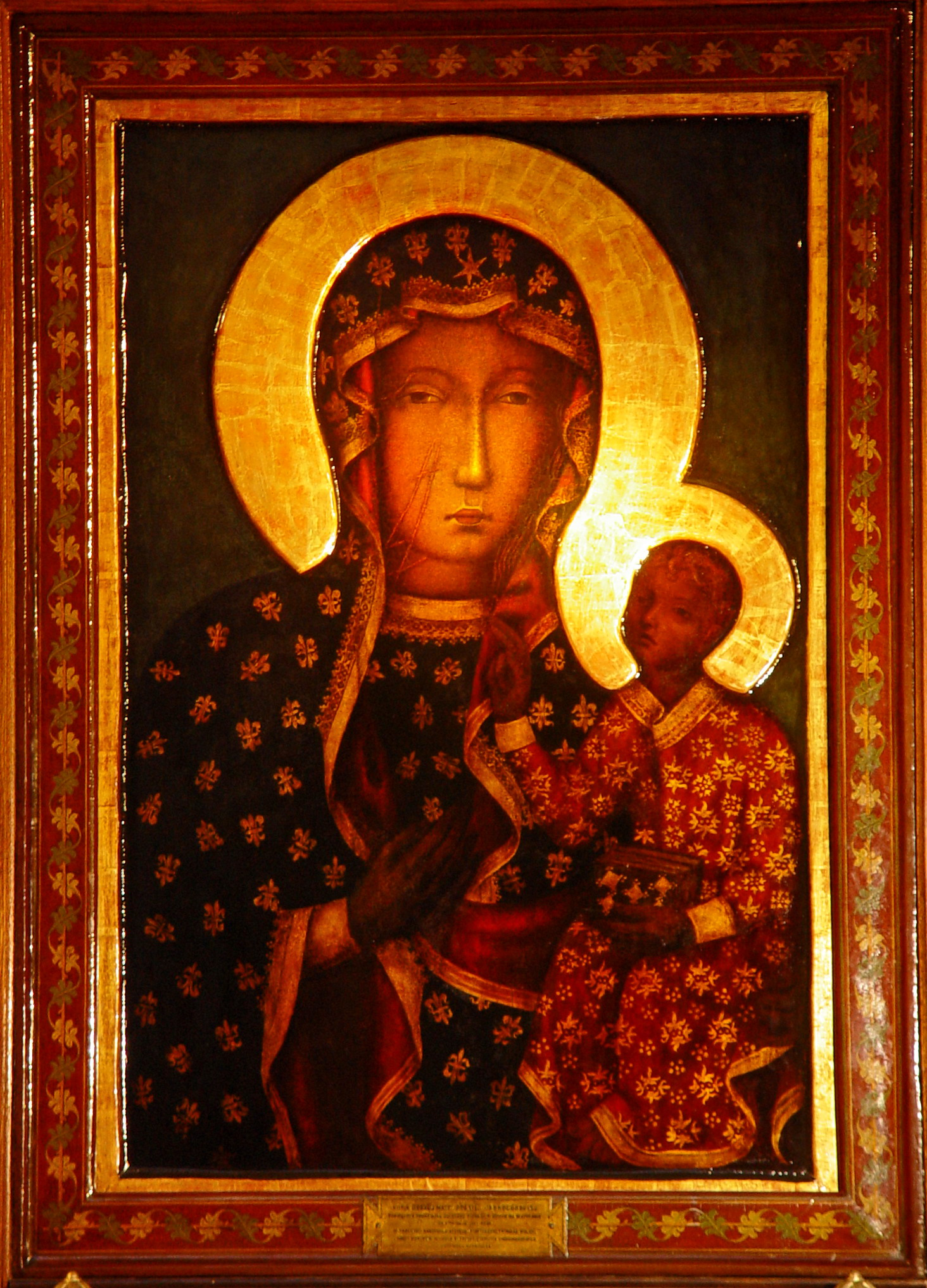
Kopia Obrazu Matki Boskiej Częstochowskiej

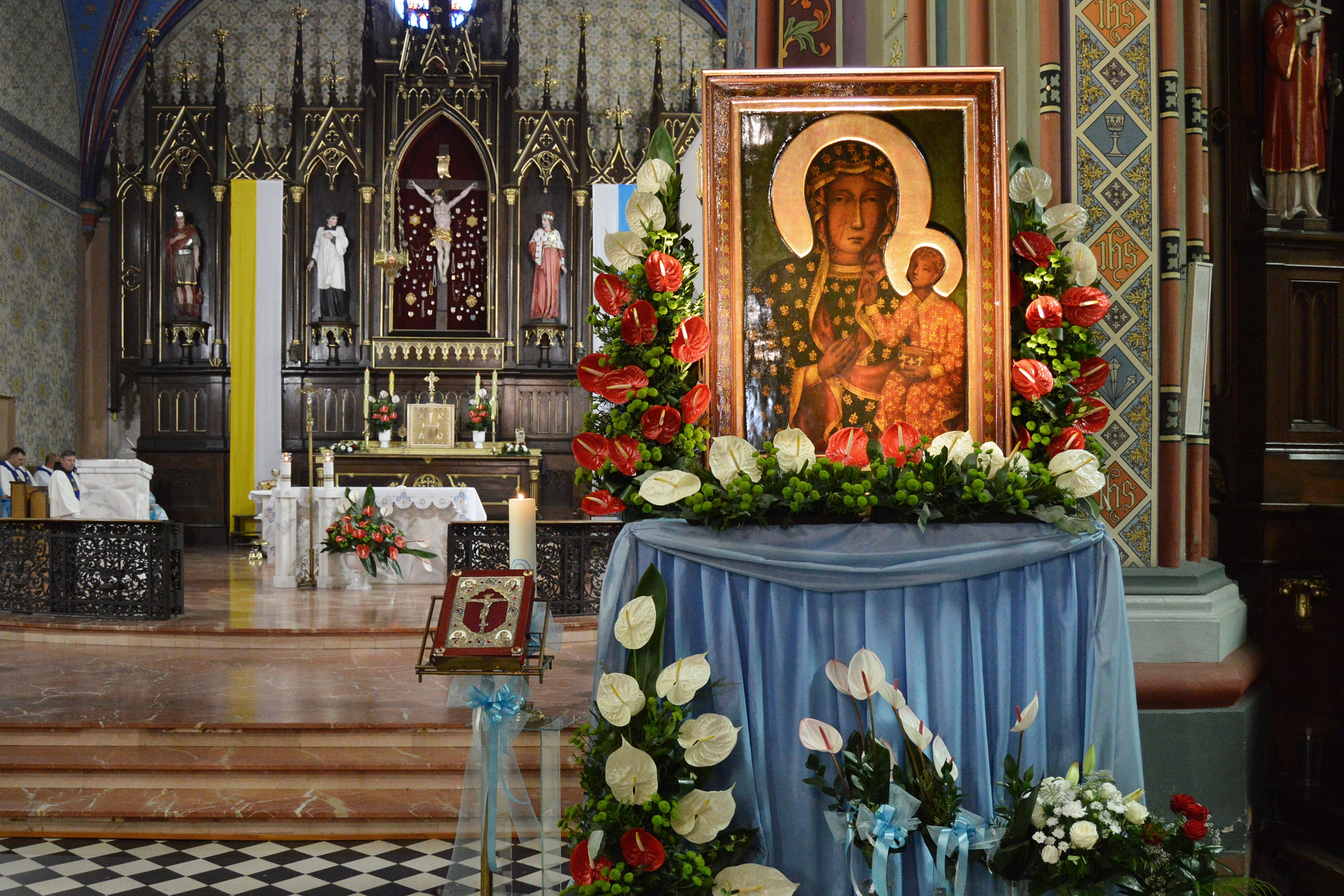
Kopia Obrazu w czasie nawiedzenia w kościele Podwyższenia Krzyża Świętego w Kole (21 lipca 2023)

Kopia obrazu Matki Bożej Częstochowskiej – kopia jasnogórskiej ikony pielgrzymująca od 1957 roku po wszystkich polskich parafiach.

## Idea peregrynacji
Zrodziła się w 1956, gdy obraz Matki Boskiej Częstochowskiej niesiony był w procesji po Wałach Jasnej Góry, a zgromadzeni ludzie wołali „Matko, przyjdź do nas”. Wówczas ówczesny kustosz sanktuarium o. Teofil Krauze, generał paulinów o. Alojzy Wrzalik zrozumieli to jako inicjatywę peregrynacji kopii obrazu po parafiach Polski, czym podzielili się listownie z prymasem Stefanem Wyszyńskim. Zamysł ten, jako ideę przygotowania duchowego polskiego Kościoła do Jubileuszu Tysiąclecia Chrztu Polski, prymas Stefan Wyszyński przedstawił po zwolnieniu z ośrodka internowania w październiku 1956. W 1957, z inicjatywy prymasa Stefana Wyszyńskiego, został wykonany stosowny duplikat. Namalował go doc. Leonard Torwirt z Uniwersytetu Mikołaja Kopernika w Toruniu. Ostateczna decyzja  w sprawie nawiedzenia wszystkich polskich parafii i diecezji zapadła 11 kwietnia 1957 na 45. zebraniu Konferencji Episkopatu Polski. W maju 1957 kopię tę prymas Wyszyński zawiózł do Rzymu, gdzie w dniu 14 maja papież Pius XII dokonał jej poświęcenia.

## I etap nawiedzenia kopii obrazu
W święto Matki Bożej Częstochowskiej, 26 sierpnia 1957 roku, na Jasnej Górze w ramach uroczystości rozpoczęcia milenijnego nawiedzenia nastąpił symboliczny obrzęd zetknięcia oryginalnego obrazu z poświęconą kopią. Trzy dni później, 29 sierpnia, kopia jasnogórskiej ikony rozpoczęła swą pielgrzymkę po kraju od odwiedzin w archikatedrze warszawskiej.
4 września 1966 roku obraz został siłą odebrany przez władze komunistyczne w drodze z Warszawy do Katowic, na co interweniował arcybiskup Karol Wojtyła. 12 października 1980 zakończył się I etap nawiedzenia wszystkich parafii w Polsce.

## II etap nawiedzenia kopii obrazu Matki Bożej Częstochowskiej
4 maja 1985 – od Drohiczyna – rozpoczął się II etap nawiedzenia wszystkich parafii w Polsce.
| Data                        | Archidiecezja/Diecezja  | Źródło        |
| --------------------------- | ----------------------- | ------------- |
| 4 V 1985 – 16 VI 1985       | drohiczyńska            |               |
| 16 VI 1985 – 9 III 1986     | siedlecka               |               |
| 6 IV 1986 – 14 IX 1986      | łomżyńska               |               |
| 14 IX 1986 – 16 VIII 1987   | warmińska               |               |
| 16 VIII 1987 – 15 XI 1987   | białostocka             |               |
| 31 I 1988 – 15 V 1988       | gdańska                 |               |
| 15 V 1988 – 8 X 1989        | chełmińska              |               |
| 8 X 1989 – 9 IX 1990        | koszalińsko-kołobrzeska |               |
| 9 IX 1990 – 1 IX 1991       | szczecińsko-kamieńska   |               |
| 1 IX 1991 – 23 VIII 1992    | zielonogórsko-gorzowska |               |
| 23 VIII 1992 – 29 VIII 1993 | legnicka                |               |
| 29 VIII 1993 – 18 XII 1994  | wrocławska              |               |
| 26 XI 1995 – 29 VI 1996     | opolska                 |               |
| 29 VI 1996 – 7 XII 1996     | gliwicka                |               |
| 7 XII 1996 – 13 XII 1997    | katowicka               |               |
| 28 XI 1997 – 10 X 1998      | bielsko-żywiecka        |               |
| 10 X 1998 – 15 IV 2000      | krakowska               |               |
| 15 IV 2000 – 13 X 2001      | tarnowska               |               |
| 13 X 2001 – 24 VII 2002     | rzeszowska              |               |
| 24 VIII 2002 – 20 XII 2003  | przemyska               |               |
| 6 III 2004 – 18 IX 2004     | zamojsko-lubaczowska    |               |
| 18 IX 2004 – 15 X 2005      | lubelska                |               |
| 22 IV 2006 – 30 VI 2007     | radomska                |               |
| 30 VI 2007 – 13 IX 2008     | kielecka                |               |
| 13 IX 2008 – 12 IX 2009     | sandomierska            | [ 3 ]         |
| 12 IX 2009 – 11 IX 2010     | łódzka                  | [ 4 ]         |
| 11 IX 2010 – 23 X 2011      | kaliska                 | [ 5 ]         |
| 3 III - 24 VIII 2012        | elbląska                | [ 6 ]         |
| 26 VIII 2012 – 15 IX 2013   | toruńska                | [ 7 ]         |
| 21 IX 2013 – 7 VI 2014      | ełcka                   | [ 8 ]         |
| 15 VI 2014 – 5 VI 2015      | warszawska              | [ 9 ]         |
| 20 VI 2015¹ - 11 VI 2016    | płocka                  | [ 10 ] [ 11 ] |
| 3 IX 2016 – 24 VI 2017      | łowicka                 | [ 12 ]        |
| 2 IX 2017 – 16 VI 2018      | warszawsko-praska       | [ 13 ] [ 14 ] |
| 16 IX 2018 – 8 IV 2019      | bydgoska                | [ 14 ]        |
| 18 V 2019² - 9 I 2022       | poznańska               | [ 15 ]        |
| 23 IV 2022 – 18 II 2023     | gnieźnieńska            | [ 16 ] [ 17 ] |
| 22 IV 2023 – 16 III 2024    | włocławska              | [ 18 ] [ 19 ] |
| 6 IV 2024 – 1 V 2025        | częstochowska           | [ 20 ] [ 21 ] |

¹ W dniach 14-17 kwietnia 2016 kopia obrazu peregrynowała w Gnieźnie i w Poznaniu w ramach obchodów 1050 rocznicy chrztu Polski
² Od 13 marca do 1 września 2020 peregrynacja obrazu w archidiecezji poznańskiej została zawieszona w związku z panującą pandemią COVID-19, do tego czasu obraz znajdował się w klasztorze sióstr klarysek od Najświętszego Sakramentu w Pniewach. Drugi taki sam przypadek miał miejsce od 14 października 2020 kiedy to obraz przebywał w domu zakonnym Sióstr Elżbietanek w Poznaniu a peregrynację wznowiono 1 sierpnia 2021.
(**) W dniu 12 września 2021 kopia obrazu znajdowała się w Świątyni Opatrzności podczas uroczystej beatyfikacji kard. prymasa Polski Stefana Wyszyńskiego oraz s. Róży Czackiej.

## III etap nawiedzenia kopii obrazu Matki Bożej Częstochowskiej
26 sierpnia 2025 – od Sosnowca – rozpocznie się III etap nawiedzenia wszystkich parafii w Polsce.
| Data                      | Archidiecezja/Diecezja | Źródło |
| ------------------------- | ---------------------- | ------ |
| 30 VIII 2025 – 14 VI 2026 | sosnowiecka            | [ 29 ] |